# Флаг Венесуэлы
Флаг Венесуэ́лы — один из государственных символов Боливарианской Республики. Представляет собой прямоугольное полотнище, разделённое тремя равновеликими цветными полосами (жёлтый, синий и красный) с 8 звёздами по центру. Создание флага и значения всех его элементов тесно связаны с национально-освободительным движением народа Венесуэлы от испанского владычества.

## История флага
Более 300 лет Венесуэла находилась под испанским владычеством. В 1797 году возник антииспанский заговор сторонников независимости во главе с Мануэлем Гуалем и Хосе-Мария Эспаньей под флагом из белой, синей, красной и жёлтой горизонтальных полос, символизировавших белых, негров, мулатов и индейцев. Хотя сторонники независимости потерпели неудачу, цвета флага (за исключением белого) использовались и в будущем во флагах освободительного движения.
Создателем флага, на основе которого в дальнейшем возникли флаги трёх государств — Венесуэлы, Колумбии и Эквадора, был выдающийся руководитель южноамериканского освободительного движения Франсиско Миранда. Этот флаг из жёлтой, синей и красной горизонтальных полос впервые был поднят в 1806 году на корабле «Леандр», на котором группа добровольцев во главе с Мирандой отправилась из Нью-Йорка в Южную Америку. Жёлтая полоса символизировала богатый золотом и другими полезными ископаемыми американский континент, красная — кровавое владычество Испании, синяя — разделявший их Атлантический океан. Это означало, что золотая, богатая и процветающая Латинская Америка будет свободна и отделена от кровавой Испании океаном. Под этим флагом была предпринята попытка провозглашения независимости в 1810 году, провозглашены первая и вторая Венесуэльские республики в 1811—1812 и 1813—1814 годах. Под этим же флагом армия Симона Боливара в 1816—1822 годах освободила Венесуэлу от испанцев, и она окончательно обрела независимость.
С 1817 года на синей полосе флага появляются 7 (в настоящее время — 8) звёзд, символизирующих 7 исторических провинций страны: Каракас, Баринас, Барселона, Кумана, Маргарита, Мерида и Трухильо. Расположение и количество звёзд было различным в разные периоды, но до начала XX века они чаще всего располагались по кругу с одной звездой в центре. Восьмая звезда была введена в 2006 году по инициативе президента Уго Чавеса и названа «Звездой Боливара» в честь Симона Боливара. Кроме того, восьмая звезда символизирует оспариваемые у Гайаны территории Гайана-Эссекибо.

## Исторические флаги

Флаг Венесуэлы 1810—1813
Флаг Венесуэлы 1813—1817
Флаг Венесуэлы 1817—1830
Флаг Венесуэлы 1830—1836
16 апреля 1836 — февраль 1859
февраль 1859 — июнь 1859
июнь 1859 — 29 июля 1863
29 июля 1863 — 28 марта 1905
28 марта 1905 — 15 сентября 1930
Флаг Венесуэлы 1930—1954
Флаг Венесуэлы 1954—2006
Флаг Венесуэлы 2006 — сегодня